# Campidoglio (antica Roma)
Un campidoglio (capitolium in latino) era, nella religione romana, un santuario dedicato alla triade capitolina, formata dagli dei Giove Ottimo Massimo, Giunone Regina e Minerva.

## Capitolium
Il prototipo era il tempio di Giove Capitolino, il santuario situato sul colle del Campidoglio a Roma. A quell'epoca tutte le città avevano come modello urbano quello della città di Roma e quelle con un campidoglio, ad esempio, lo avevano costruito al centro della città in modo che fosse sempre vicino al foro ed il più possibile in un punto elevato. Varrone suppose che a Roma vi sia stato un precursore, vale a dire un tempio dedicato alla stessa triade di Giove, Giunone e Minerva sul Quirinale, chiamato Capitolium Vetus (Vecchio Campidoglio).
I campidogli furono costruiti solo nelle colonie romane, ma poi anche in città che volevano esprimere un legame speciale con l'impero romano o alla quale doveva essere imposta una tale lealtà, come nel caso della Colonia Aelia Capitolina, l'attuale Gerusalemme, che fu dotata di un campidoglio per iniziativa dell'imperatore Adriano.